# Révision de la Constitution grecque de 2019
Amendement de 2008 (en) -
La révision de la Constitution grecque de 2019, en grec moderne : Ελληνική συνταγματική αναθεώρηση του 2019 / Elliniki syntagmatikí anatheórisi tou 2019, est annoncée, fin 2018, par le Premier ministre de l'époque, Aléxis Tsípras. Son intention est de réviser ou d'ajouter des articles spécifiques à la Constitution de 1975.
Au total, la révision compte 49 dispositions, dont seize sont adoptées à une majorité renforcée (au moins 180 voix) et nécessitent une majorité simple (au moins 151 voix) au parlement de révision, tandis que les 33 autres sont adoptées à une majorité simple mais pas à une majorité renforcée et nécessiteront la majorité renforcée du prochain parlement de révision. La première phase de la révision a lieu le 15 février 2019 et la deuxième phase a lieu un mois plus tard, le 15 mars 2019, avec un vote renouvelé, qui permet de finaliser les dispositions à réviser et qui sont soumises au vote du parlement de révision (troisième et dernière phase) dans les mois suivants. 
L'une des principales propositions est la révision de l'élection du président de la République. Elle prévoit également la convocation des élections, l'exclusivité de l'État pour la propriété des réseaux routiers nationaux et la fourniture des biens de base, par exemple l'électricité et l'approvisionnement en eau, la restriction de l'immunité parlementaire, la suppression du serment religieux des élus, la neutralité religieuse de l'État, l'introduction de la représentation proportionnelle simple dans les élections nationales et locales, la création d'un cadre législatif pour la tenue d'un référendum à la demande de 500 000 membres de l'électorat et l'exclusivité de la fonction parlementaire pour le rôle de Premier ministre. 
Deux propositions de Nouvelle Démocratie ne sont pas retenues, à savoir le fonctionnement des universités privées avec l'abolition de l'article 16 et l'élection des juges par le Parlement et non par des nominations gouvernementales.
Le vote final a lieu le 25 novembre 2019. La Constitution révisée est publiée au Journal officiel. 